# Gyokuro

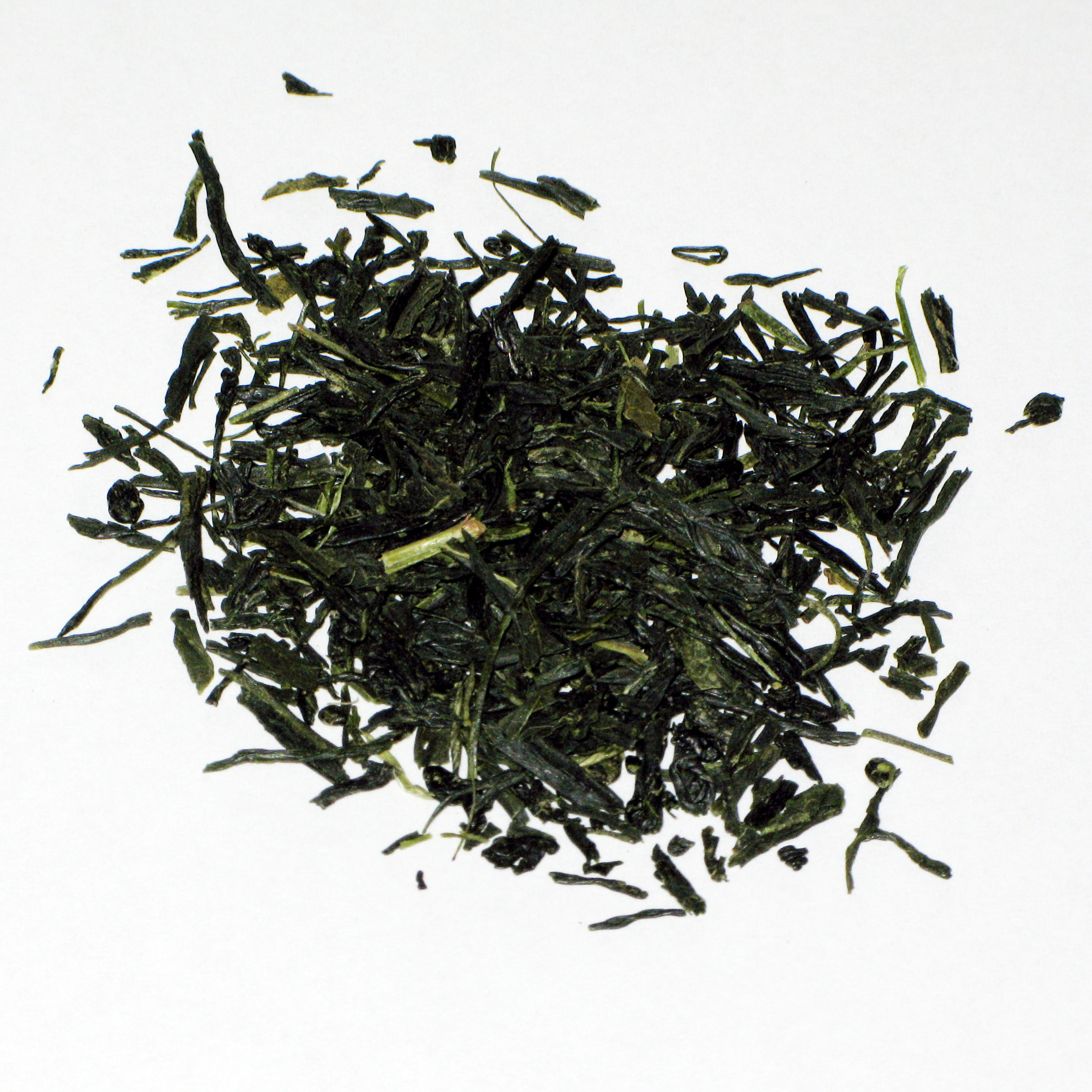
Gyokuro

Gyokuro (jap. 玉露, dt. „edler Tautropfen“) gilt in Deutschland als der höchstwertige japanische grüne Tee. Er wird für ca. 21 Tage im Vollschatten aufgezogen, wodurch die Bitterstoffe stark reduziert werden. Er ist aromatisch, süß und mild. In Japan verwendet man diesen Tee unter anderem zu besonderen Anlässen, um Gästen eine besondere Ehre zu erweisen.

## Anbau
Gyokuro wächst im Anbaugebiet Uji in der Nähe von Kyōto, im Hauptanbaugebiet Shizuoka, in den Anbaugebieten auf Kyūshū und anderen. Mittlerweile wird er auch in China angebaut, unterscheidet sich aber geschmacklich und preislich sehr stark von der japanischen Variante.
Die Pflanzen werden mit Netzen (Kabuse) bzw. Bambus-, Schilf- oder Reisstrohmatten (Hon-Gyokuro) abgedeckt, sobald sie Ende April anfangen aufzugehen. So bilden sich weniger Gerb- und Bitterstoffe als etwa beim Sencha, und die Blätter haben einen sehr hohen Chlorophyll-Gehalt, was maßgeblich zum Geschmack des Tees beiträgt. Nur die zartesten und weichsten Blätter werden schließlich für den Gyokuro verwendet.

## Preis
Im deutschen Handel beginnt der Preis für japanischen Gyokuro etwa bei 10 Euro für 100 Gramm und kann je nach Qualität deutlich über 200 Euro für 100 Gramm betragen. Gyokuro ist somit eine der teuersten Grünteesorten der Welt.

## Zubereitung
Man nimmt die circa 3–4-fache Menge Teeblätter, verglichen mit Sencha (Sencha: ca. 6 g für 0,5 l, Gyokuro: ca. 6–10 g für 0,2 l). Da der Tee sehr empfindlich ist, ist er mit einer niedrigen Temperatur zwischen 50 °C und 60 °C zuzubereiten. Gyokuro verliert seinen sanften, hocharomatischen Geschmack, wenn er mit kochendem oder zu heißem Wasser aufgegossen wird. Durch einen zu heißen Aufguss lösen sich vermehrt die Bitterstoffe und der Tee verliert seinen eigentlichen Geschmack.
Damit dies nicht geschieht bzw. der Tee trotzdem warm genossen werden kann, sollte man die Teetassen bzw. die Teekanne mit heißem Wasser ausspülen, damit sie schon vorgewärmt sind, bevor der Tee eingegossen wird, und sich das Abkühlen des Tees verzögert.
Gyokuro und andere hochwertige Tees können auch mit schmelzenden Eiswürfeln zubereitet werden (Shinobi-Cha).
Der erste Aufguss sollte ungefähr zwei Minuten ziehen. Bei weiteren Aufgüssen (bis zu acht sind möglich, drei sollte man jedoch mindestens genießen) reichen 30 Sekunden völlig aus, solange die Blätter noch feucht sind.